# Causers of This
Causers of This är den amerikanska artisten Toro Y Mois första studioalbum. Causers of This släpptes den 4 januari 2010.

## Låtlista
| Nr  | Titel           | Längd |
| --- | --------------- | ----- |
| 1.  | Blessa          | 2:43  |
| 2.  | Minors          | 3:02  |
| 3.  | Imprint After   | 3:03  |
| 4.  | Lissoms         | 2:13  |
| 5.  | Fax Shadow      | 2:51  |
| 6.  | Thanks Vision   | 3:44  |
| 7.  | Freak Love      | 2:51  |
| 8.  | Talamak         | 2:27  |
| 9.  | You Hid         | 3:24  |
| 10. | Low Shoulder    | 3:35  |
| 11. | Causers of This | 3:02  |

| 11. | Causers of This (w/Timed Pleasure) | 6:07 |

| 12. | Eden | 4:28 |

| 12. | Cold Sheets | 2:49 |

| 12. | Cold Sheets | 2:49 |
| 13. | Tidals      | 3:24 |
| 14. | Well Tusked | 3:44 |
| 15. | Eden        | 4:29 |